# Hylemya modesta
Hylemya modesta är en tvåvingeart som först beskrevs av Stein 1914.  Hylemya modesta ingår i släktet Hylemya och familjen blomsterflugor.
Artens utbredningsområde är Kenya. Inga underarter finns listade i Catalogue of Life.